# 呂嫩河

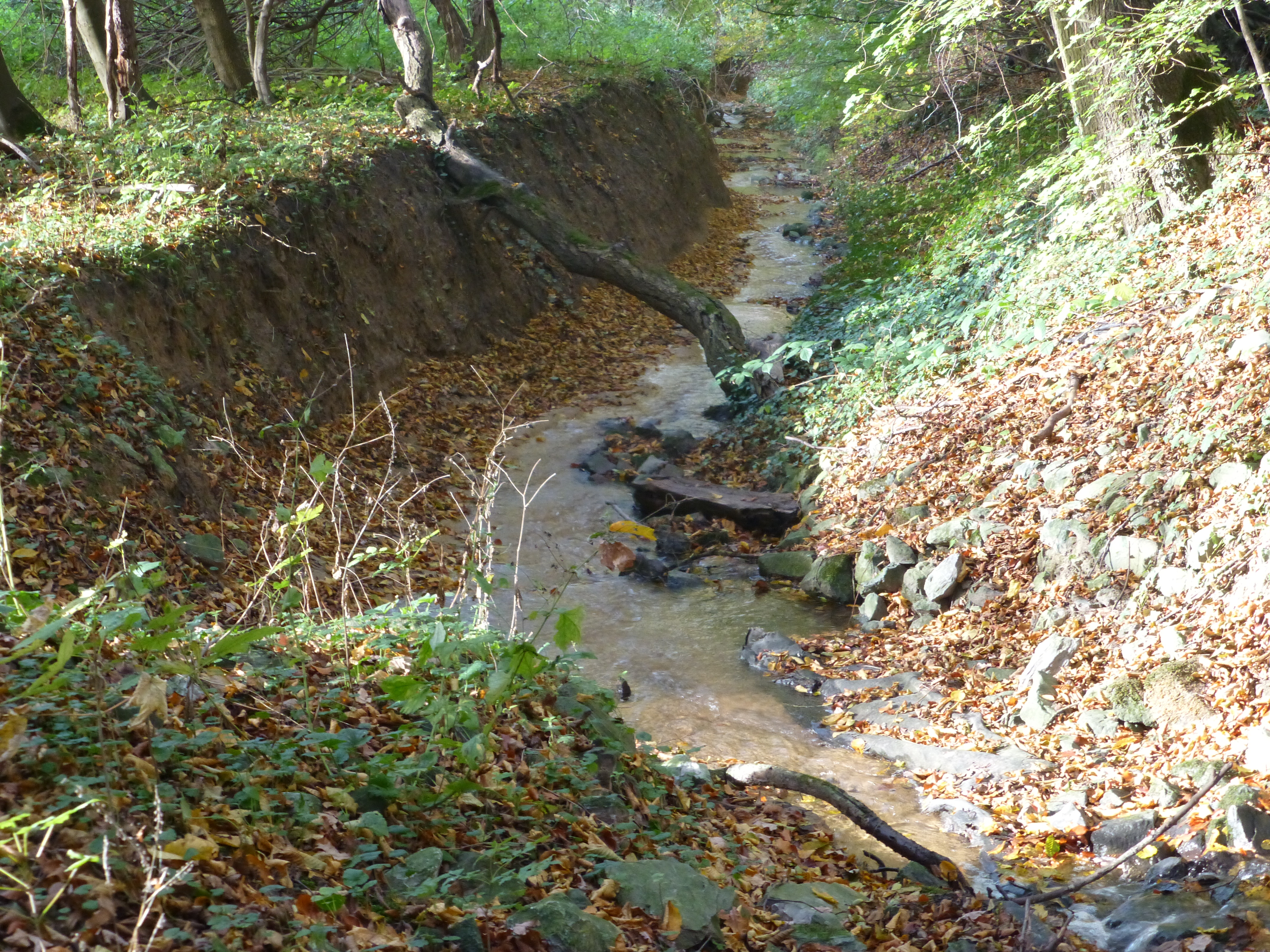

51°34′49″N 7°47′41″E / 51.5802°N 7.7946°E
呂嫩河（德語：Lünerner Bach），是德國的河流，位於該國西部，處於北萊茵-威斯特法倫州，屬於塞塞克河的左支流，河道全長13.5公里，流域面積43.9平方公里。